# Први грех
Први грех (енгл. Original Sin) је амерички филм из 2001. године који је режирао Мејкл Кристофер. Главне улоге играју: Анџелина Џоли и Антонио Бандерас.

## Улоге
| Глумац           | Улога              |
| ---------------- | ------------------ |
| Антонио Бандерас | Луис Варгас        |
| Анџелина Џоли    | Џулија Расел       |
| Томас Џејн       | Волтер Даунс       |
| Џек Томпсон      | Алан Џордан        |
| Грегори Ицин     | пуковник Верт      |
| Џејмс Хејвен     | Фауст на позорници |